# Svatý Linhart

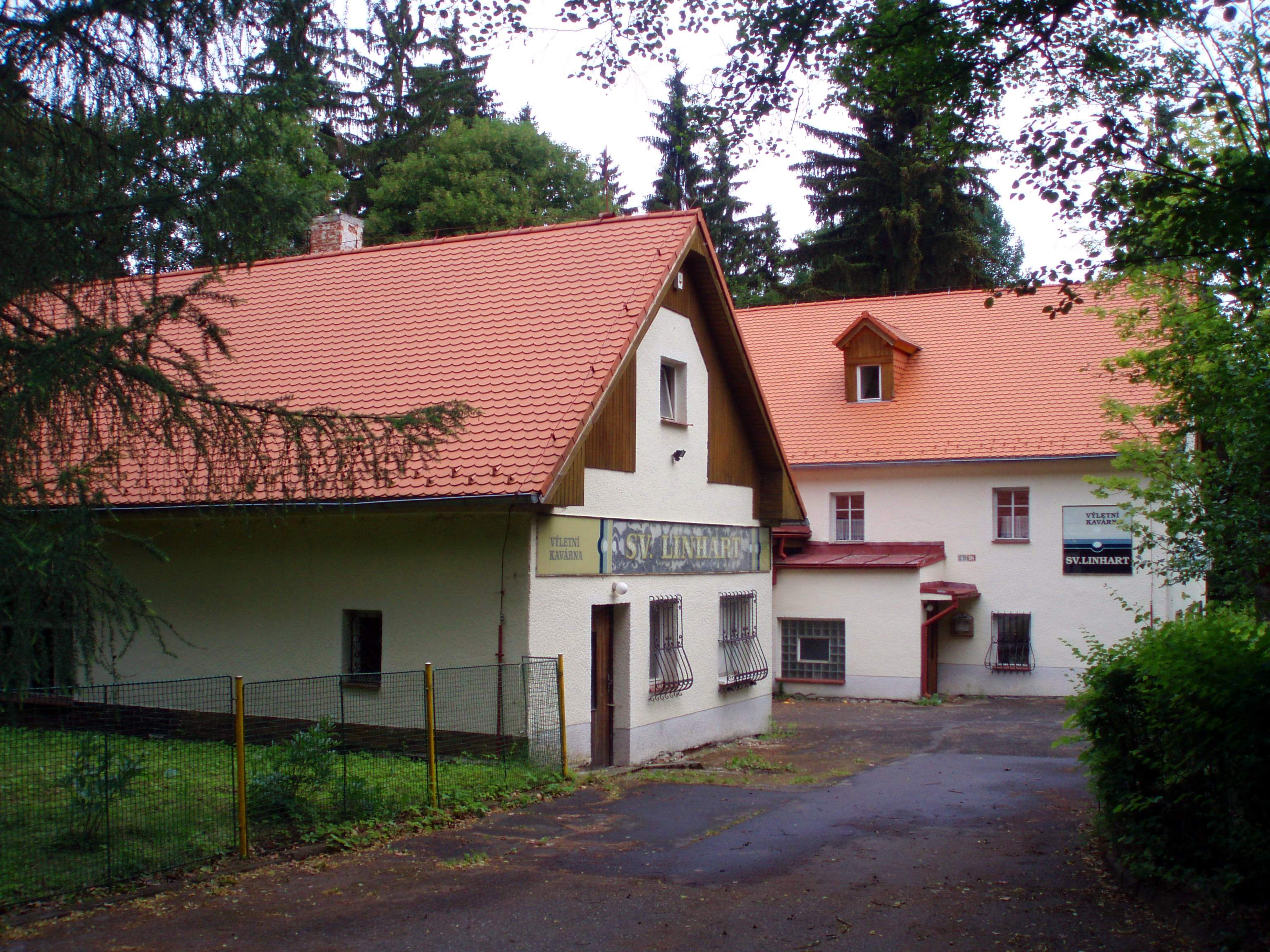
Einstiges Waldcafé Svatý Linhart

Svatý Linhart (deutsch: Sankt Leonhard) ist eine kleine Streusiedlung am nordwestlichen Ende des an dieser Stelle einst Stadtgut genannten Stadtwaldes von Karlsbad. 

## Geschichte
Svatý Linhart hat den Namen der Kirche St. Leonhard des im 16. Jahrhundert wüst gewordenen Dorfes Tiergarten übernommen. Heute sind von dieser Kirche allerdings nur noch wenige Ruinen erhalten, die unter Denkmalschutz stehen. 
In der Mitte des 19. Jahrhunderts entstand etwa 200 Meter westlich der Ruine am Fahrweg nach Schlaggenwald, eine Ausflugsgaststätte, die von den Kurgästen in Verbindung mit dem benachbarten Aberg (609 m) häufig aufgesucht wurde. Aus der St.-Leonhard-Restauration ging das gegenwärtig (August 2009) geschlossene Waldcafé hervor. In der Nähe dieses Gebäudekomplexes befindet sich im Wald ein alter Basaltbruch.
Um die Gegend aufzuwerten, wurde 1838 von einem der Karlsbader Kurgäste, der Mutter von Odo Russell, 1. Baron Ampthill, die St.-Leonhards-Kapelle neben der Kirchenruine restauriert und später von ihm selbst grundlegend umgebaut. Unweit davon gab es auch den Russelsitz mit einem Marienbild und das mit einer Tafel gekennzeichnete Echo. Der Russellweg führte in Richtung Karlsbad zum Jägerhaus.
Aus Anlass des 675-jährigen Bestehens von Karlsbad wurde im Jahr 2000 in der Nähe von Svatý Linhart ein Gedenkstein an dieses Jubiläum errichtet.
Seit 2012 kann in den nahegelegenen Spa-Wäldern von Karlovy Vary das Natürliche Seil Zentrum – ein Hochseilkletterpark – besucht werden.